# .lv

.lv és el domini de primer nivell territorial (ccTLD) de Letònia.
El registre és permès al segon nivell, i de fet, és la forma de registre que fomenta actualment el gestor del domini; això no obstant, també s'accepten registres al tercer nivell, sota alguns subdominis:
- .com.lv - entitats comercials
- .edu.lv - institucions educatives
- .gov.lv - entitats governamentals i semigovernamentals.
- .org.lv - diferents tipus de grups d'afiliació
- .mil.lv - entitats de defensa de Letònia
- .id.lv - persones
- .net.lv - proveïdors d'infraestructura de xarxa
- .asn.lv - associacions
- .conf.lv - conferències i exposicions que necessiten connectivitat a Internet de curta durada

El registre està obert a estrangers, encara que la normativa de conflictes diu que se sol donar prioritat als usuaris domèstics. No sembla que s'utilitzi gaire el domini fora de Letònia; les excepcions són alguns webs que suggereixen Las Vegas—igual que .la s'utilitza per Los Angeles—o "love" (amor)—com ara «my.lv,» «we.lv,» o «true.lv»—però no es fa servir gaire.
També es poden registrar noms de domini internacionalitzats (vegeu-ne els detalls).